# Konstantin Chernenko
Konstantin Ustínovitch Tchernienko (em russo: Константи́н Усти́нович Черне́нко; Bolshaya Tes, Krai de Krasnoyarsk, 24 de Setembro de 1911 — Moscou, 10 de Março de 1985) foi Presidente do Soviete Supremo da URSS e Secretário Geral do Partido Comunista de 1984 até sua morte em 10 de março de 1985, e Chefe Supremo do Politburo, o segundo mais alto cargo na hierarquia soviética, de 1971 até 1984, quando assumiu, de fato, o mais alto cargo do país.

## Carreira
Apesar de sua curta gestão, há tempos Tchernienko já havia conquistado um grande poder dentro do partido, sendo um segundo homem, muito similar a um vice-presidente, desde o início da década de 1970, sob a gestão de Leonid Brejnev, acompanhando-o em diversas viagens ao estrangeiro e servindo de conselheiro político durante os anos 1970 e início dos anos 1980, tendo alcançado seus maiores feitos antes mesmo de tornar-se o Secretário-Geral, o que fez com que sua contribuição para com a União Soviética e Rússia durante os anos Brejnev fosse mais eminente do que durante o próprio governo.
Tchernienko ingressou no Partido Comunista da União Soviética em 1931 e teve destaque dentro do partido atuando como na propaganda do regime de Joseph Stalin na década de 1930, principalmente na sustentação da política de eliminação dos gulags. Sua atuação acabou o levando a direção do território de Krasnoyarsk.
Em 1941, Tchernienko foi líder do comitê do PCUS em Krasnoyarsk.  Entre 1948 a 1956, liderou o departamento de propaganda do partido na República Socialista Soviética da Moldávia. Neste período, conheceu Leonid Brejnev e se tornaram grandes amigos. Em 1953, trabalhou no instituto pedagógico de Chişinău.
Com a morte de Stalin, Nikita Khrushchov conquistou o poder na União Soviética e Tchernienko avançou importantes cargos dentro da estrutura hierárquica do partido comunista. Ele se tornou chefe de agitação e propaganda do comitê central do PCUS em 1956. Quatro anos depois, foi chefe dos empregados do Presidium.
Durante a gestão de Brejnev no partido comunista, a carreira política de Tchernienko foi seguida de sucessos, e no ano de 1965, um ano após a entrada de Brejnev, assumiu o departamento geral do comitê central.
O crescimento político de Tchernienko dentro da estrutura política do PCUS o ajudou a alcançar importantes cargos dentro da hierarquia militar da URSS, isto incluiu influências no KGB, a polícia secreta soviética, e também nas forças armadas.
Nos início dos anos 1970, a influência de Tchernienko cresceu bastante, tornando-se muito importante nos altos escalões do partido.
Em 1971 foi promovido a membro pleno do Comitê Central, um influente cargo dentro do país.
Em 1976, aderiu ao alto escalão do Politburo, sendo indicado para a secretaria do partido comunista, e sendo, em termos hierárquicos, o segundo mais poderoso no governo, abaixo somente do secretário-geral.
Durante os anos finais de Brejnev, Tchernienko tornou-se totalmente poderoso dentro do partido, sendo quase como um segundo secretário-geral, tendo, durante este período, feito pelo país boa parte do que fez quando tornou-se de fato o chefe do estado soviético.
Representou a União Soviética em delegações no estrangeiro, acompanhando Brejnev para importantes reuniões e conferências, e foi membro da comissão que reviu a Constituição soviética em 1977.
Em 1979 ele participou das conferências a respeito da limitação de armas estratégicas em Viena.
Após a morte de Brejnev, em novembro de 1982, houve especulações de que o cargo de Secretário-Geral cairia para Tchernienko, porém ele não foi capaz de reunir suficiente apoio popular para a sua candidatura dentro do partido, e o ex-chefe do KGB Iúri Andropov tornou-se o novo secretário-geral.
Problemas de saúde levaram Andropov à morte em 1984. Assim, Tchernienko, com o apoio e sustentação de partidários de Brejnev, foi nomeado secretário-geral da URSS, presidente do Presidium e líder do conselho de defesa.
Apesar da aparente limitação do cargo, a maior parte dos objetivos políticos de Tchernienko já haviam sido alcançados durante a vasta gestão de Brejnev, portanto, os principais feitos de Tchernienko no poder procuravam preencher aquilo que o limitava quando ainda era um subordinado de Brejnev, entre elas se destacam as reformas educacionais e a estruturação burocrática do estado, mas principalmente as questões diplomáticas (as distensões de Brejnev), às quais Tchernienko acabou dando continuidade.
Na política diplomática, negociou um pacto comercial com a China, fez uma visita junto do presidente alemão oriental Erich Honecker até a Alemanha Ocidental, encontrou-se com o líder do Partido Trabalhista Britânico Neil Kinnock, boicotou as olimpíadas de 1984, sediadas em Los Angeles, como resposta ao boicote dos Estados Unidos nos jogos anteriores, sediado em Moscou, e também outras realizações de mesma importância.

## Fatos Interessantes
- No filme The Hunt for Red October, de 1990, baseado no livro de mesmo nome, de 1984, o nome de Tchernienko é citado aos 38 minutos de filme.
- Nos anos finais da União Soviética, Tchernienko ficou conhecido no Ocidente como o Último Bolchevique, pois conclui-se que ele tenha sido o último chefe soviético que saiu do Kremlin com o país ainda estável.
- Em uma viagem à Espanha, após Tchernienko descer do avião, a marcha presidencial americana Hail to the Chief foi executada ao invés da marcha soviética Da Zdravstvuiet Nasha Derzhava, que possuem introduções muito parecidas, o fato causou constrangimento e promoveu o encontro de respeito entre os estadistas Vladimir Scherbitski, que foi bem recebido, e Ronald Reagan.[1][2]

## Morte
Durante o funeral de Andropov, em 1984, Tchernienko lia com dificuldade uma mensagem de despedida, e finalizou o discurso entre tosses e engasgos. Certamente, já assumira o cargo debilitado.
Nas celebrações do aniversário da Revolução Russa, em Novembro de 1984, estava visivelmente mal; nos momentos de saudação, o seu braço tremia e a expressão facial não era das melhores.
Após um ano no poder, despachando secretamente de um hospital devido ao seu estado de saúde, Tchernienko morreu em 10 de março de 1985. A causa da morte foi um enfisema pulmonar, agravado por problemas cardíacos e renais. Ronald Reagan, presidente dos Estados Unidos, disse à esposa: "Onde vou chegar com os russos se eles estão morrendo diante de mim?", Reagan não contava piadas soviéticas desde as ofensas dirigidas a ele por Leonid Brejnev.
Tchernienko teve um filho, Albert Tchernienko, nascido em 1935. Filósofo, após a queda da União Soviética tornou-se um militante comunista e morreu em 11 de abril de 2009.
Em seu funeral, muitas delegações de países socialistas estiveram presentes para também cumprimentar o recém empossado secretário-geral Mikhail Gorbachov, lideradas por Todor Jivkov da Bulgária, János Kádár da Hungria, Erich Honecker da Alemanha Oriental, Nicolae Ceausescu da Romênia, Wojciech Jaruzelski da Polônia, Gustav Husák da Tchecoslováquia, Raul Castro de Cuba, Babrak Karmal do Afeganistão, Kim Il-sung da Coreia do Norte, Veselin Đuranović da Iugoslávia, Li Peng da República Popular da China, Daniel Ortega da Nicarágua, José Eduardo dos Santos de Angola e outros, como Camboja, Laos, Vietnã, Moçambique, Etiópia e Iêmen, junto dos líderes dos partidos e organizações comunistas estrangeiras.
Os chefes estrangeiros também estiveram presentes, entre eles Javier Pérez de Cuéllar da ONU, Rajiv Gandhi da Índia, Yasuhiro Nakasone do Japão, Agatha Barbara de Malta, Margaret Thatcher da Grã-Bretanha, Brian Mulroney do Canadá, Alessandro Pertini da Itália, Felipe González da Espanha, Iasser Arafat da Palestina, Muhammad Zia-ul-Haq do Paquistão, George H. W. Bush dos Estados Unidos, Helmut Kohl da Alemanha Ocidental, François Mitterrand da França, entre outros.
Comandado por Gorbachov, seu funeral foi o mais esplendoroso do que o de qualquer outro líder soviético, com exceção do de Stálin, representando o fim da chamada Era da Estabilidade, que levaria, junto dela, os ideais socialistas dos países do Leste Europeu.
Foi sepultado na Necrópole da Muralha do Kremlin, maior honra que um soviético podia receber após a morte.
Após sua morte, os países socialistas do leste europeu não passariam de cinco anos, e a União Soviética, de fato, sete.